# 兆雅镇
兆雅镇，是中华人民共和国四川省泸州市泸县下辖的一个乡镇级行政单位。

## 行政区划
兆雅镇下辖以下地区：
安贤社区、燕岩村、型家村、永和村、古佛村、石龙村、凤鸣村、两河村和大石坪村。

## 中国传统村落
2012年，新溪村被评为首批“中国传统村落”。